# Bernard Ier de Saxe-Meiningen
Bernard Ier de Saxe-Meiningen, né le 10 septembre 1649 à Gotha, décédé à Meiningen le 27 avril 1706, est le premier duc de Saxe-Meiningen, territoire issu de la partition du duché de Saxe-Gotha entre les sept fils d'Ernest Ier. Le duché de Saxe-Meiningen subsiste jusqu'en 1918.
La lignée des Saxe-Meiningen appartient à la troisième branche de la Maison de Wettin ; elle est issue de la branche ernestine fondée par Ernest de Saxe. Cette lignée existe toujours.

## Famille
Bernard Ier est le fils de d'Ernest Ier de Saxe-Gotha et d'Élisabeth-Sophie de Saxe-Altenbourg. En 1671, il épouse Marie-Hedwige de Hesse-Darmstadt (1647-1680), fille du landgrave Georges II de Hesse-Darmstadt. Quatre enfants sont nés de cette union :
- Ernest-Louis Ier de Saxe-Meiningen, duc de Saxe-Meiningen
- Bernard de Saxe-Meiningen (1673-1694)
- Frédéric-Guillaume de Saxe-Meiningen, duc de Saxe-Meiningen
- Georges-Ernest de Saxe-Meiningen (1680-1699).

Veuf, Bernard Ier de Saxe-Meiningen épouse en 1681 Élisabeth-Éléonore de Brunswick-Wolfenbüttel (1658-1729), fille d'Antoine-Ulrich de Brunswick-Wolfenbüttel. Quatre enfants sont nés de cette union :
- Élisabeth-Ernestine de Saxe-Meiningen (1681-1766), entre dans les ordres et devient abbesse de Gandersheim
- Éléonore-Frédérique de Saxe-Meiningen (1683-1739), entre dans les ordres et devient religieuse à Gandersheim
- Wilhelmine-Louise de Saxe-Meiningen (1686-1753), en 1703 elle épouse le duc Charles de Wurtemberg-Bernstadt (mort en 1745)
- Antoine-Ulrich de Saxe-Meiningen, duc de Saxe-Meiningen.

## Notes et références

Armes de Bernard Ier.